# Viktor Schauberger
 (novembre 2013).
 (septembre 2022).
Viktor Schauberger, né le 30 juin 1885 à Holzschlag (en) et mort le 25 septembre 1958 à Linz, est un garde forestier, naturaliste, philosophe et inventeur autrichien. Il a publié des essais sur ses inventions et théories.

## Biographie
Dans les années 1920, il se fit un nom et de l'argent par sa conception de canaux de flottage du bois révolutionnaires. Il était l'ami de l'hydrologue Philipp Forchheimer.

## Publications
- Unsere sinnlose Arbeit--die Quelle der Weltkrise Der Aufbau durch Atomverwandlung nicht Atomzertrümmerung, Krystall-Verlag, Wien et 1933 (OCLC 24450593)
- Implosion : Verfahren und Einrichtungen zur Durchführung organischer Synthesen mit Hilfe tropfbar flüssiger oder gasförmiger Körper, 1950 (OCLC 180153328)

#### Livres
- (en) Olof Alexandersson, Living Water — Viktor Schauberger and the Secrets of Natural Energy, Turnstone P., Wellingsborough, 1982  (ISBN 9780855001124)
- (en) Callum Coats, Living energies : Viktor Schauberger's brilliant insight into the workings of natural energy, Gateway, 1995  (ISBN 9780946551972)
- (en) Callum Coats, Living Energies — Viktor Schauberger's brilliant work with Natural Energies Explained, Gateway Books, Bath, 1996  (ISBN 9780946551972)
- (de) Franz Ferzak, Viktor Schauberger, Ferzak, World and Space Publ. et Neuenhinzenhausen, 2000  (ISBN 9783980583558).
- (en) Alick Bartholomew, Hidden Nature — The Startling Insights of Viktor Schauberger (2003)  (ISBN 0-86315-432-8)
- (en) Jane Cobbald, Viktor Schauberger : a life of learning from nature, Floris, Edinburgh, 2006  (ISBN 0-86315-569-3)
- Olof Alexandersson, Eau vive à propos de Viktor Schauberger et d'une nouvelle technique pour sauver notre environnement, Ennsthaler, Steyr (Autriche), 2008  (ISBN 978-3-85068-680-8)

#### Films documentaires
- (de) DVD Viktor Schauberger : die natur kapieren und kopieren, Schauberger Verlag, Bad Ischl, Austria, 2008  (ISBN 9783902262011)
- Nature Was My Teacher - Borderland Science Research Foundation, 1993
- Sacred Living Geometries, 1995
- Extraordinary Nature of Water, 2000